# Maximilian Krah
Pour les articles homonymes, voir Krah.
Maximilian Eugen Krah, né le 28 janvier 1977 à Räckelwitz, est un homme politique allemand. Membre du parti Alternative pour l'Allemagne (AfD), il est député européen depuis 2019 et député au Bundestag depuis 2025.
Tenant d'une ligne de droite radicale au sein de son parti, il adhère à des thèses controversées, dont celle du grand remplacement. Ses liens avec les régimes autoritaires russe et chinois font également l'objet de polémiques et donnent lieu à des enquêtes. En mai 2024, il est critiqué et écarté au sein de son parti pour des propos ambigus sur les SS.

## Biographie

### Jeunesse et débuts professionnels
Maximilian Krah est issu d'un milieu plutôt aisé. Son père ingénieur et sa mère enseignante financent ses études de droit à Dresde, qu'il complète avec un MBA à la London Business School, et enfin à la Columbia Business School de New York. Il fait également des études en Chine.
Devenu avocat d'affaires, il cofonde à Dresde un cabinet avec deux associés. Il participe, comme administrateur, à plusieurs entreprises en Suisse, en Russie, en Autriche.
Fervent catholique, Maximilien Krah prône le retour de la messe en latin et est père de huit enfants, issus de trois unions.

### Carrière politique
Maximilian Krah rejoint dès l'âge de 14 ans, en 1991, la branche jeunesse de la CDU, parti dont son père est membre.
L'ère Merkel le déçoit progressivement, conduisant à sa rupture avec les conservateurs en 2016. Il leur reproche en particulier la sortie du nucléaire décidée en 2011 après l'accident nucléaire de Fukushima, les concessions faites au SPD lors de l'accord de coalition signé en 2013, les prêts accordés à la Grèce lors de la crise grecque et l'ouverture des frontières aux réfugiés en 2015.
Il rejoint l'AfD où il obtient le poste de vice-président en Saxe, puis est élu sur la liste du parti au Parlement européen en juin 2019. Il tente de briguer la municipalité de Dresde en juin 2022 mais échoue à la troisième place avec 12,2 %.
Il bénéficie d'une forte popularité sur les réseaux sociaux, notamment grâce à ses vidéos expliquant aux adolescents comment draguer, avec le slogan : « Ne laisse pas les gens te dire que tu dois être gentil, doux, faible et de gauche. Les vrais hommes sont à droite ». Il popularise d'ailleurs le mot « droite » (Rechts), longtemps tabou à cause du passé nazi de l'Allemagne, et remplacé par « conservateur ».
Il est élu tête de liste de l'AfD pour les élections européennes de 2024 en juillet 2023 lors d'une conférence des partis européens à Magdebourg avec 65,7 % des voix des délégués. Lors du congrès, remporté par l'aile droite du parti, un de ses colistiers dénonce les « gangs musulmans » qui contribuent à la « décadence de l’Europe », un autre qualifie les homosexuels et les personnes transgenres de « baiseurs d’enfants tolérés par l’État », et une troisième prône la « remigration » des étrangers, affirmant que les « changements de population sont plus importants que le changement climatique ».
Lors de la campagne pour les élections européennes, il est mêlé à plusieurs affaires de corruption et d'ingérences russe et chinoise, qui forcent le parti à décider de sa mise en retrait — en même temps que Petr Bystron, son second, lui aussi impliqué dans un scandale — jusqu'à l'élection, « pour ne pas nuire à la campagne et à la réputation du parti ». La campagne électorale se poursuit donc sans la participation des têtes de liste.  
L'AfD obtient finalement 15,9 % des voix (4,9 points de plus par rapport à 2019) et se classe au second rang aux élections européennes en Allemagne et Maximilian Krah est élu. Néanmoins, aussitôt après l’élection, le parti lui interdit de siéger dans le nouvel hémicycle avec les eurodéputés AfD en raison des scandales ayant émaillé sa campagne. Il siège donc parmi les non-inscrits.
Candidat aux élections législatives du 23 février 2025 dans la circonscription de Chemnitzer Umland – Erzgebirgskreis II, il est élu député au Bundestag avec 44,2 % des voix. En mai 2025, le Bundestag prévoit de révoquer son immunité parlementaire sur demande du procureur de Dresde.

## Positionnement politique
Maximilian Krah appartient à l'aile radicale de l'AfD. Il s'oppose à l'avortement et aux revendications LGBT, se montre climatodénialiste et dénonce avec virulence l'immigration et l'islam. Bien qu'étant de confession catholique, il rejette l'universalisme chrétien qu'il perçoit comme une déformation des « mondialistes ». Souverainiste, il critique l'UE et l'OTAN. Il est adepte de la théorie raciste et complotiste du grand remplacement,,.

## Controverses

### Soutien à Éric Zemmour
Maximilian Krah est suspendu du groupe ID au Parlement européen pour avoir soutenu Éric Zemmour lors de l’élection présidentielle française de 2022 et non Marine Le Pen. Il a également été mis en cause pour de possibles conflits d’intérêts au sein du groupe parlementaire, étant soupçonné d'avoir interféré dans un appel d'offres interne pour un contrat de communication qui aurait pu profiter à une société proche de lui.

### Soupçons d'ingérences étrangères
En 2019, Krah est invité par la Chine à participer à un voyage à Shanghai. Huawei lui finance également, en novembre 2019, un séjour de six nuits dans un hôtel de luxe, alors qu'il est un défenseur de l'entreprise. Il défend également les points de vue politiques chinois en reprenant leurs éléments de langage : il remet en cause les exactions chinoises contre les Ouïghours et défend l'intégration de Taïwan et du Tibet à la Chine. Une enquête journalistique de t-online révèle ses liens avec le régime chinois et l'influence qu'il exerce sur la ligne politique de son parti au sujet de la Chine.
Entre 2023 et 2024, il participe à deux entretiens avec Voice of Europe, canal de diffusion de la propagande du Kremlin basé en République tchèque. Il affirme ne pas avoir été payé pour s'y rendre. Il y croise d'autres parlementaires européens d'extrême droite, comme Hervé Juvin et Thierry Mariani,. En décembre 2023, lors d'un voyage aux États-Unis, Maximilian Krah est interpellé et interrogé par le FBI au sujet de financements importants, remis par un militant pro-Kremlin, qui pourraient provenir directement de l'entourage du président russe Vladimir Poutine,. Il nie toutefois avoir touché des pots-de-vin.
Le 23 avril 2024, Jian Guo, un des assistants parlementaires de Maximilian Krah, est arrêté et placé en détention en Allemagne en raison de soupçons d’espionnage en faveur de la Chine. Il aurait transmis au gouvernement chinois des informations sur les négociations en cours au Parlement européen et aurait participé à la surveillance de dissidents chinois réfugiés en Allemagne. Maximilian Krah est auditionné par la direction de l'AfD et affirme ne pas être au courant des activités de son assistant. Il déclare qu'il licenciera son assistant, mais qu'il souhaite cependant rester tête de liste en vue des élections européennes. Il est visé par des appels à la démission.

### Propos sur les SS
Le 18 mai 2024, dans un entretien au journal italien La Repubblica, Krah affirme qu'un « SS n'était pas automatiquement un criminel » et qu'il « ne [dira] jamais que quiconque portait un uniforme SS était automatiquement un criminel ».
Trois jours plus tard, le Rassemblement national annonce sa volonté de ne plus siéger avec l'AfD au Parlement européen dès l'investiture de la dixième législature, notamment à cause de ces propos,. À partir du 22 mai 2024, l'AfD interdit à Krah de se présenter aux meetings du parti pour la campagne en cours,. Le même jour, Krah affirme que bien qu'il considère ses déclarations comme « objectives et nuancées », l'AfD « doit préserver son unité », et il annonce quitter le bureau fédéral du parti. Le 23 mai 2024, les neuf députés européens de l'AfD, parmi lesquels Maximilian Krah, sont exclus du groupe Identité et démocratie, à la suite de ces déclarations,.

## Affaires judiciaires
Le 24 avril 2024, la justice allemande ouvre deux enquêtes contre lui, afin de « vérifier s’il existe un soupçon de corruption du député ». Il est soupçonné d'avoir obtenu des financements auprès des gouvernements chinois et russe.
Le 7 mai 2024, son bureau au Parlement européen est perquisitionné dans le cadre d'une enquête pour des soupçons d'espionnage pour le compte de la Chine, faisant suite à l'arrestation de son assistant parlementaire. Il n'est cependant « pas visé » par cette perquisition, qui s'inscrit dans une procédure « concernant les témoins », selon le parquet.
Le 29 mai 2024, un autre bureau, qui appartiendrait à son ancien assistant parlementaire français, Guillaume Pradoura, est perquisitionné, en lien avec une affaire de corruption et d'ingérence russe présumée.

## Publications
- Allemagne : plaidoyer pour une droite identitaire, trad. fr. Alexis Marx, préf. François Bousquet, Paris, La Nouvelle Librairie, 280 p., 2023  (ISBN 978-2386080050)